# Гарбултовиці
Гарбултовиці (пол. Harbułtowice, нім. Harbultowitz) — село в Польщі, у гміні Кохановиці Люблінецького повіту Сілезького воєводства.
Населення — 262 особи (2011).
У 1975-1998 роках село належало до Ченстоховського воєводства.

## Демографія
Демографічна структура станом на 31 березня 2011 року:
|          | Загалом | Допрацездатний вік | Працездатний вік | Постпрацездатний вік |
| -------- | ------- | ------------------ | ---------------- | -------------------- |
| Чоловіки | 131     | 34                 | 85               | 12                   |
| Жінки    | 131     | 30                 | 77               | 24                   |
| Разом    | 262     | 64                 | 162              | 36                   |